# Françoise Prévost
Françoise Prévost (ur. ok. 1680 w Paryżu, zm. 13 września 1741 tamże) – francuska tancerka baletowa i choreografka.

## Życiorys
Była jedną z pierwszych profesjonalnych tancerek baletowych. Zadebiutowała w Operze Paryskiej w 1699 roku wykonując taniec do opery Atys, którą skomponował Jean-Baptiste Lully. Odtąd aż do 1730 roku, kiedy przestała występować, była najbardziej cenioną primabaleriną francuską. Układała choreografię (prawdopodobnie jako pierwsza kobieta w historii) do baletów, w których występowała, m.in. do Les caractères de la danse (1715, kompozytor Jean-Féry Rebel). Była także nauczycielką tańca w Paryżu – jej najbardziej znanymi uczennicami były Marie Camargo i Marie Sallé.